# بخش حاریدوار
بخش حاریدوار (به انگلیسی: Haridwar district) یک منطقهٔ مسکونی در هند است که در ناحیه گارهوال واقع شده‌است. بخش حاریدوار ۲٬۳۶۰ کیلومتر مربع مساحت و ۱٬۸۹۰٬۴۲۲ نفر جمعیت دارد و ۲۴۹٫۷ متر بالاتر از سطح دریا واقع شده‌است.